# سیارک ۱۴۶۰۶
سیارک ۱۴۶۰۶ (به انگلیسی: 14606 Hifleischer، نامگذاری:1998SK125) چهارده هزار و ششصد و ششمین سیارک کشف شده‌است که در ۲۶ سپتامبر ۱۹۹۸ کشف شد.
قدر مطلق سیارک برابر ۱۸.۶ است.